# Amoya signatus
Amoya signatus és una espècie de peix de la família dels gòbids i de l'ordre dels perciformes.

## Morfologia
- Els mascles poden assolir 5,5 cm de longitud total.[5][6]

## Hàbitat
És un peix marí, de clima subtropical i demersal.

## Distribució geogràfica
Es troba a l'Índic occidental: Moçambic i Reunió.

## Observacions
És inofensiu per als humans.